# Xã Victory, Michigan
Xã Victory (tiếng Anh: Victory Township) là một xã thuộc quận Mason, tiểu bang Michigan, Hoa Kỳ. Năm 2010, dân số của xã này là 1.383 người.